# Убийство (фильм, 1949)
«Убийство» (англ. Homicide) — детективный фильм нуар режиссёра Феликса Джейковса, который вышел на экраны в 1949 году.
Фильм рассказывает о лейтенанте полиции Майкле Лэндерсе (Роберт Дуглас), которому кажется странным тот факт, что единственного свидетеля случайного убийства обнаруживают повешенным в ночлежке, якобы в результате самоубийства. Хотя дело официально закрыто, Лэндерс на время уходит в отпуск, чтобы самостоятельно продолжить расследование. При содействии привлекательной девушки Джо Энн Райс (Хелен Уэсткотт), торгующей в его гостинице сигаретами, Майклу удаётся раскрыть преступную группу, создавшую нелегальный клуб игры на тотализаторе с помощью специального канала связи, который организовал приветливый на вид сотрудник гостиницы по имени Энди (Роберт Алда).
Хотя фильм и не привлёк заметного внимания прессы, некоторые современные критики дают ему достаточно позитивную оценку.

## Сюжет
Недалеко от курортного городка Глориетта-Спрингс, расположенного в пустыне недалеко от Лос-Анджелеса, молодой мужчина Брэд Клифтон (Уоррен Дуглас) через бюро занятости сельскохозяйственных рабочих Калифорнии получает направление на работу на ферму Уэбба. Жена фермера, миссис Уэбб (Сара Падден) отправляет Клинтона в лимонную рощу, где работает её муж. Дойдя до места, Клифтон видит трактор и рядом с ним тело Уебба, над которым склонились двое личностей бандитского вида, Ник Фостер (Ричард Бенедикт) и Пит Киммел (Джон Хармон), которые поливают его виски. Заметив Клифтона, эта пара догоняет и бьёт его. Затем они заставляют его пойти и сообщить в полицию, что он стал свидетелем несчастного случая, как Уэбб в пьяном состоянии упал с трактора и от удара головой о камень умер. При этом он не должен упоминать о них. Бандиты дают Клифтону за это пятьсот долларов, напоминая, что если он откажется, то они заявят, что это он убил камнем Уэбба, когда тот отказался брать его на работу. Испуганный Клифтон делает всё так, как сказали бандиты, и коронерское жюри быстро выносит вердикт, что Уэбб умер в результате несчастного случая. Когда Клифтон уходит, миссис Уэбб обвиняет его во лжи. Выйдя на улицу, Клифтон направляется по дороге в сторону Лос-Анджелеса. На улице за его появлением незаметно наблюдают Ник и Пит в компании своего сообщника Энди (Роберт Алда), который обещает решить с ним вопрос. Энди подъезжает на машине к голосующему Клифтону и соглашается подвезти его до Лос-Анджелеса.
Вскоре в отдел убийств полиции Лос-Анджелеса поступает срочное сообщение от хозяйки дешёвой гостиницы о том, что она обнаружила одного из клиентов повешенным в своём номере. По данному вызову в гостиницу прибывает следственная бригада во главе с детективом полиции, лейтенантом Майклом «Микки» Лэндерсом (Роберт Дуглас). Когда он исследует место происшествия, определённые обстоятельства заставляют его заподозрить, что эта смерть не была самоубийством. Во-первых, «самоубийца» не оставил предсмертной записки и у него нет никаких документов, но при этом имеется крупная сумма денег. Микки также обращает внимание на то, что погибший, который заселился в номер прошлой ночью, оплатил проживание на неделю вперёд. И, наконец, Микки видит на руке погибшего татуировку с номером, свидетельствующую о том, что он служил в военно-морском флоте, однако узел верёвки, на которой он якобы повесился, завязан для моряка крайне непрофессионально. Микки поручает своему напарнику, лейтенанту Бойлану (Джеймс Флавин) запросить штаб ВМФ США, чтобы по номеру установить личность погибшего, а сам продолжает осмотр места происшествия. На основании этих обстоятельств Микки начинает подозревать, что в данном случае имело место убийство. У хозяйки гостиницы (Эстер Говард) он выясняет, что почти одновременно с погибшим в гостиницу заселился приличного вида господин, который снял соседний с ним номер на одну ночь. При осмотре номера выясняется, что там нет ни постояльца, ни его вещей, однако Микки находит там фирменный коробок спичек из дорогого отеля «Глориетта-Спрингс», а также таблетку, которая, как выясняется в лаборатории, является сахарином. Вскоре поступает информация из штаба ВМФ, что согласно номеру, убитым является 31-летний Брэд Клифтон, который служил корабельным плотником и был демобилизован в октябре 1946 года. Несмотря на множество подозрительных деталей, Микки не удаётся убедить своё начальство, что речь идёт об убийстве, и его шеф, капитан Муни (Клифф Кларк) закрывает дело. Тогда Микки берёт отпуск, решая расследовать эту смерть как частное лицо.
Микки приезжает в шикарный курорт-отель «Глориетта-Спрингс», где снимает номер. Выдав себя за страхового следователя, разыскивающего Клифтона, якобы получившего большое наследство от умершей тёти, Микки расспрашивает о нём персонал отеля, включая бармена, которым оказывается Энди, и привлекательную продавщицу из киоска Джо Энн Райс (Хелен Уэсткотт). Однако никто человека по имени Брэд Клифтон не знает. После ухода Микки в бар заходят Фостер и Киммел, которым Энди говорит о том, что Микки разыскивает Клифтона. Тем временем Микки обходит все магазинчики, единственную парикмахерскую и аптеку в городке, однако там о Брэде Клифтоне тоже никто не слышал. Когда вечером Микки рассказывает Джо Энн о своих неудачных поисках, она предполагает, что возможно он фермер или сельскохозяйственный рабочий, который живёт где-то поблизости. Джо Энн, которая прониклась симпатией к Микки, советует ему обратиться в бюро занятости сельскохозяйственных рабочих, после чего они целуются.
В бюро занятости по картотеке устанавливают, что Брэд Клифтон был направлен на работу на ферму Уэбба. Прибыв на ферму, Микки видит, что она выставлена на продажу. Представитель агентства недвижимости сообщает Микки, что владелец фермы умер, а его жена от потрясений попала в больницу. Микки решает уточнить подробности смерти Уэбба, обращаясь к местному шерифу Джорджу (Монти Блю) с просьбой рассказать подробности его смерти. Получив фотографии с места несчастного случая, Микки обращает внимание на то, что, хотя лезвия плуга стоят на земле, однако земля за ним не вскопана, и следовательно во время возможного падения Уэбба трактор стоял на месте. В таком случае, по мнению Микки, крайне маловероятно, что Уэбб мог при падении со сравнительно небольшой высоты разбиться насмерть, даже если был пьян. Кроме того, поза Уэбба также вызывает у Микки сомнение, что это было падение с трактора. После этого Микки отправляется осмотреть трактор, где замечает, что на плуг намотался кусок стальной проволоки, напоминающей телефонный кабель.
Вернувшись в отель, Микки показывает этот кусочек кабеля Энди, который ранее говорил, что служил в армии связистом, и тот советует обратиться в офис городской телефонной компании. Там Микки устанавливает, что это действительно телефонный кабель, который в своё время использовался военными для быстрой прокладки связи. Однако современные телефонные компании такие кабели не используют из-за их низкой надёжности. Далее представитель компании сообщает Микки, что в указанном им месте никаких телефонных линий не проложено, а также снабжает детектива специальным оборудованием, с помощью которого можно отследить подземные кабели. Микки выезжает на место убийства Уэбба, где с помощью специальной аппаратуры устанавливает, что кабель проходит по участку Уэбба в направлении отеля. В этот момент в него стреляет Киммел, и Микки падает. Решив, что убил детектива, бандит уходит, однако некоторое время спустя под сильным дождём Микки приходит в себя и добирается до гостиницы. Там его встречает Джо, которая помогает ему дойти до номера и вызывает врача. Врач обрабатывает рану на шее, которая оказывается не такой серьёзной. Когда врач сообщает, что должен сообщить об огнестрельном ранении в полицию, Микки показывает ему свой значок. Узнав, что он детектив, Джо целует его, однако Микки предупреждает девушку, что для остальных он по-прежнему страховой следователь. Микки и Джо обходят здание гостиницы по периметру, устанавливая, что кабель входит в здание через окно комнаты, которую занимали Фостер и Киммел. Они быстро поднимаются в комнату, однако преступники уже уехали, не оставив никаких следов, кроме оборванного конца кабеля.
Джо звонит в полицию с просьбой передать ему данные на Фостера и Киммела, после чего направляется в бар, где работает другой бармен. Как выясняется, у Энди по понедельникам выходной, и следовательно он имел возможность убить Клифтона. Микки даёт бармену взятку, чтобы тот показал ему личный ящик Энди. Там детектив видит набор диабетика и коробочку с таблетками сахарина. Вернувшись в свой номер, Микки получает телеграмму от Бойлана, в которой сообщается, что Фостер и Киммел работают на синдикат, организующий незаконные азартные игры, и не так давно оба успели сбежать из Лос-Анджелеса при зачистке очередной точки синдиката. Микки понимает, что телефонная линия была проведена для организации азартных игр, и сделать это мог Энди, который обладает квалификацией связиста. Взяв револьвер, Микки выходит во двор, где видит, как Энди пытается починить свой автомобиль. Выразив удивление, что в войсках связи Энди не научили такому несложному делу, Микки быстро запускает двигатель, после чего говорит Энди, что разоблачил преступный бизнес, который тот организовал совместно со сбежавшими Фостером и Киммелом. Достав оружие и показав Энди значок, Микки приказывает ему сесть за руль и вести машину в полицейское управление. По дороге Энди разгоняет автомобиль, а затем резко тормозит, в результате чего Микки ударяется головой о переднюю панель. Энди бьёт его по голове, в результате чего Микки теряет сознание. Энди забирает его оружие и отвозит в отдалённое пустынное место, где собирается его выбросить. Когда Энди выходит из машины, чтобы вытащить Микки, тот приходит в себя и достаёт из замка зажигания ключи. Пока Энди оттаскивает тело Микки, тот незаметно выбрасывает ключи в песок. Энди собирается бросить Микки в пустыне, где тот менее чем за сутки умрёт от истощения. Однако когда Энди уже собирается уходить, Микки говорит ему про ключи. Энди пытается силой добиться от Микки, где тот спрятал ключи, однако не находит их. В итоге, понимая, что без машины он погибнет, Энди отдаёт Микки оружие. Он сообщает, что Фостер и Киммел сбежали в Аризону, где действует восточное отделение синдиката. Далее он рассказывает, что Уэбб во время вспахивания поля случайно зацепил и разорвал их кабель. Когда приехавшие Фостер и Киммел предложили ему ничего не трогать и молчать о кабеле, Уэбб отказался и пригрозил сообщить обо всём в телефонную компанию, после чего Киммел убил его, ударив камнем по голове. Детектив находит ключи, однако при посадке в машину, Энди совершает ещё одну попытку нападения на Микки, ударив его дверью автомобиля. В результате драки Микки окончательно справляется с бандитом. Энди понимает, что проиграл, и по возвращении в отель Микки передаёт его полицейским. Считая свою миссию законченной, Микки целует на прощание Джо, которая в него влюблена, и приглашает навестить его в Лос-Анджелесе.

## В ролях
- Роберт Дуглас — лейтенант полиции Майкл Лэндерс
- Хелен Уэсткотт — Джо Энн Райс
- Роберт Алда — Энди
- Монти Блю — шериф Джордж
- Уоррен Дуглас — Брэд Клифтон
- Джон Хармон — Пит Киммел
- Ричард Бенедикт — Ник Фрстер
- Джеймс Флавин — детектив, лейтенант Бойлан
- Клифф Кларк — капитан Муни
- Эстер Говард — миссис Брукер, хозяйка гостиницы
- Сара Падден — миссис Уэбб

## Создатели фильма и исполнители главных ролей
После успешной многолетней работы на Бродвее в качестве актёра, продюсера и режиссёра Феликс Джейковс в 1945 году прибыл в Голливуд, где работал режиссёром по постановке актёрской речи, а также как режиссёр успел поставить два фильма, вторым из которых стала криминальная мелодрама «Обнимая тебя» (1948).
Британский актёр Роберт Дуглас, «который играет главную роль в этой криминальной мелодраме Warner Bros.», после окончания Второй мировой войны перебрался в Голливуд, где сыграл более чем в 30 фильмах, после чего стал работать режиссёром на телевидении. Наиболее значимыми картинами Дугласа стали «Похождения Дон Жуана» (1948) с Эрролом Флинном, «Источник» (1949) с Гэри Купером, «Огонь и стрела» (1950) с Бертом Ланкастером, «Гром на холме» (1950) с Клодетт Кольбер и «Песчаные крысы» (1953) с Ричардом Бёртоном.
За свою карьеру Хелен Уэсткотт сыграла более чем в 40 фильмах, среди которых «Похождения Дон Жуана» (1948), вестерн с Грегори Пеком «Стрелок» (1950), вестерн с Гленном Фордом «Тайна озера каторжников» (1951), фильм нуар «Телефонный звонок от незнакомца» (1952) и вестерн с Робертом Райаном «День преступника» (1959).
Роберт Алда известен по таким фильмам, как «Рапсодия в голубых тонах» (1945), «Человек, которого я люблю» (1946), «Плащ и кинжал» (1946), «Зверь с пятью пальцами» (1946), «Нора Прентисс» (1947), «Самая красивая женщина в мире» (1955) и «Имитация жизни» (1959).
Как пишет историк кино Хэл Эриксон, «сочную роль второго плана в качестве шерифа пустыни сыграл голливудский ветеран Монти Блю», который за период с 1915 года («Рождение нации») до 1954 года «Апач») снялся в 251 фильме.

## История создания фильма
Уильям Сэкхейм написал сценарий фильма на основе собственного рассказа «Ночной удар» (англ. Night Beat)..
Фильм также известен под названием «Ночной удар» (англ. Night Beat).
Фильм находился в производстве с конца июня до начала июля 1948 года и вышел в прокат 2 апреля 1949 года.

## Оценка фильма критикой
Современный историк кино Деннис Шварц назвал картину «занимательным детективным фильмом студии Warner Bros. категории В с участием британского актера Роберта Дугласа». По мнению критика, «фильм бойко и многословно поставлен Феликсом Джейковсом, который поддерживает как темп действия, так и банальные остроты». При этом «сцены экшна скорее смехотворны, чем реалистичны, когда главный герой получает пулю в шею, получает нокаут в пустыне и не слишком хорошо держится в кулачном бою». Однако, по мнению Шварца, «самое смешное в фильме — это слушать, как чопорная британская звезда средних лет (Дуглас) пытается говорить на веселом американском жаргоне со своим явно британским акцентом… Из-за того, что звезда была столь скована, сам фильм тоже кажется скованным. Но для своих рамок он вполне удовлетворителен».